# Långtjärnen (Lungsunds socken, Värmland, 659751-140419)
Långtjärnen är en sjö i Storfors kommun i Värmland och ingår i Göta älvs huvudavrinningsområde.